# Rubén Navarro
Rubén Marino Navarro, né le 30 mars 1933 à La Banda en Argentine et décédé le 14 juillet 2003 à Buenos Aires, est un joueur de football international argentin, qui évoluait au poste de défenseur.

## Biographie

### Carrière en club
Avec le Club Atlético Independiente, il remporte deux championnats d'Argentine et deux Copa Libertadores.

### Carrière en sélection
Avec l'équipe d'Argentine, il joue 31 matchs (pour aucun but inscrit) entre 1960 et 1963. 
Il figure dans le groupe des sélectionnés lors de la Coupe du monde de 1962. Lors du mondial organisé au Chili, il joue deux matchs : contre la Bulgarie et l'Angleterre.

## Palmarès
CA Independiente
- Championnat d'Argentine (2) :
  - Champion : 1960 et 1963.

- Copa Libertadores (2) :
  - Vainqueur : 1964 et 1965.